# خواب سبک (فیلم ۱۹۹۲)
خواب سبک (به انگلیسی: Light Sleeper) فیلمی محصول سال ۱۹۹۲ و به کارگردانی پل شریدر است. در این فیلم بازیگرانی همچون ویلم دفو، سوزان ساراندون، دینا دلانی، دیوید کلنون، مری بت هرت، ویکتور گاربر، جین آدامز، سم راکول و دیوید اسپید ایفای نقش کرده‌اند.